# Azur-Demoiselle
Die Azur-Demoiselle (Chrysiptera hemicyanea) ist eine Art aus der Familie der Riffbarsche (Pomacentridae). Die Fische leben in Lagunen und geschützten Korallenriffen an der Küste des südlichen Sulawesi, bei den Kei-Inseln, an der Küste von Westneuguinea sowie auf dem Shelf des nordwestlichen Australien bei den Ashmore- und Cartierinseln, den Rowley Shoals und Scott Reef in Tiefen von einem bis 38 Metern. Die revierbildenden Fische halten sich immer in der Nähe von möglichen Verstecken, meist von verzweigten Acropora-Korallen, auf. Sie ernähren sich von Zooplankton, das sie in einer Höhe von maximal 30 bis 50 Zentimetern über dem nächsten festen Untergrund erbeuten.

## Merkmale
Azur-Demoisellen werden fünf Zentimeter lang. Kopf, Rücken, Rückenflosse und Flanken sind leuchtend blau gefärbt. Der Bauch, Bauchflossen und Schwanz sind gelb. Die Körperhöhe beträgt 1,9 bis 2,2 Zentimeter. Entlang des Seitenlinienorgans haben sie 12 bis 14 Schuppen. Die Anzahl der Kiemenreusenfortsätze beträgt 21 bis 24. Sie wird ca. 8 Jahre alt.
Flossenformel: Dorsale XIII/10–12, Anale II/11–12, Pectorale 14–15

## Systematik

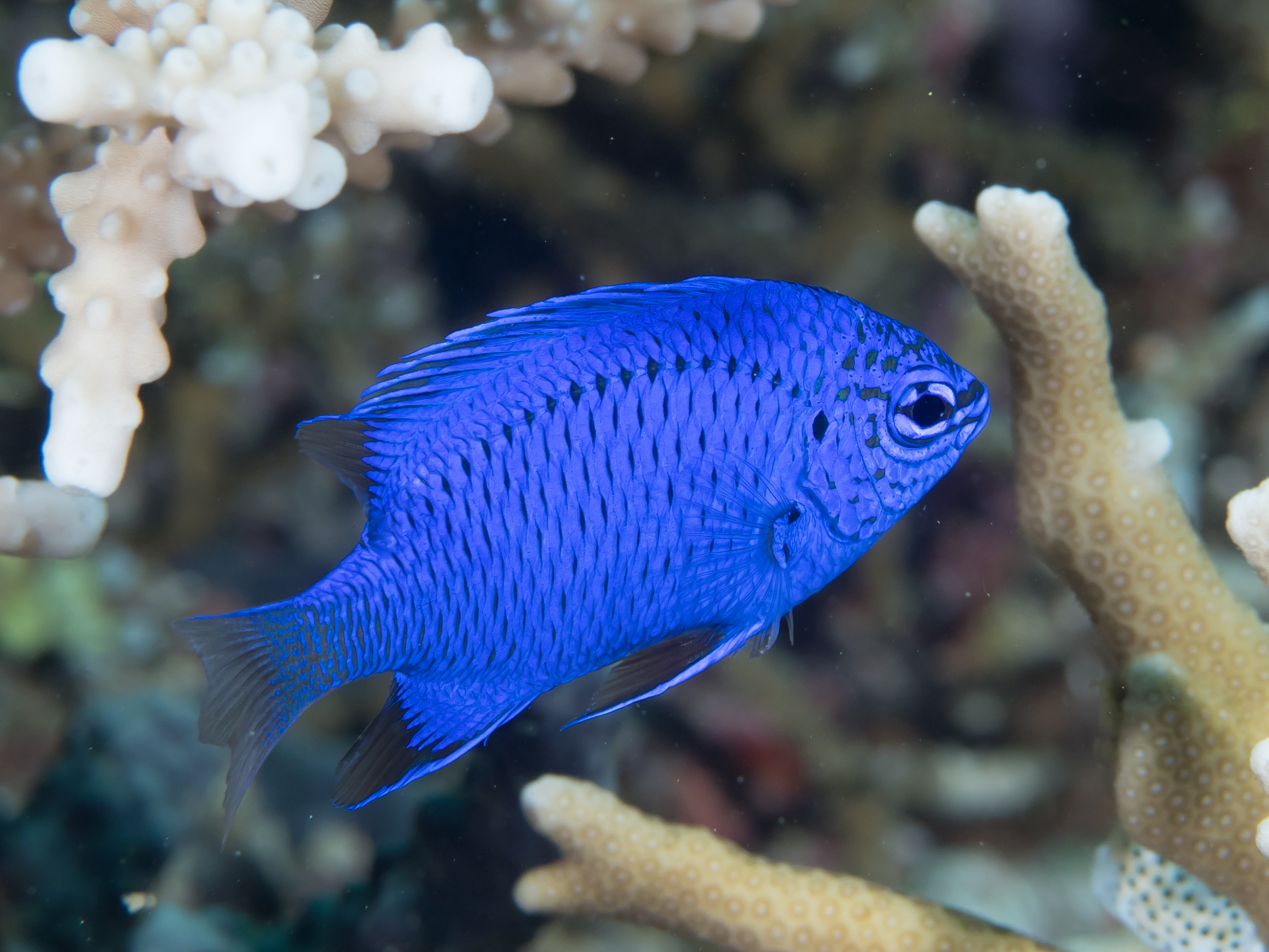
Chrysiptera springeri

Die Azur-Demoiselle wurde 1913 durch den deutsch-niederländischen Zoologen Max Wilhelm Carl Weber unter der Bezeichnung Abudefduf hemicyaneus bei der Auswertung der wissenschaftlichen Ergebnisse der Siboga-Expedition erstmals wissenschaftlich beschrieben. Chrysiptera hemicyanea bildet mit C. arnazae, C. giti und C. parasema einen Komplex sich äußerlich nur minimal unterscheidender Arten mit unterschiedlichem Verbreitungsgebiet. Gemeinsam ist ihnen eine leuchtend blaue Grundfärbung und ein verschieden großer gelber Bereich im unteren und hinteren Körperabschnitt. Dieser Artenkomplex gehört innerhalb der nicht monophyletischen Gattung Chrysiptera zu einer monophyletischen Klade mit insgesamt zehn Arten. Die übrigen Mitglieder dieser Klade sind C. cymatilis, C. oxycephala, C. pricei, C. sinclairi, C. springeri und eine bisher unbeschriebene Art.

## Fortpflanzung

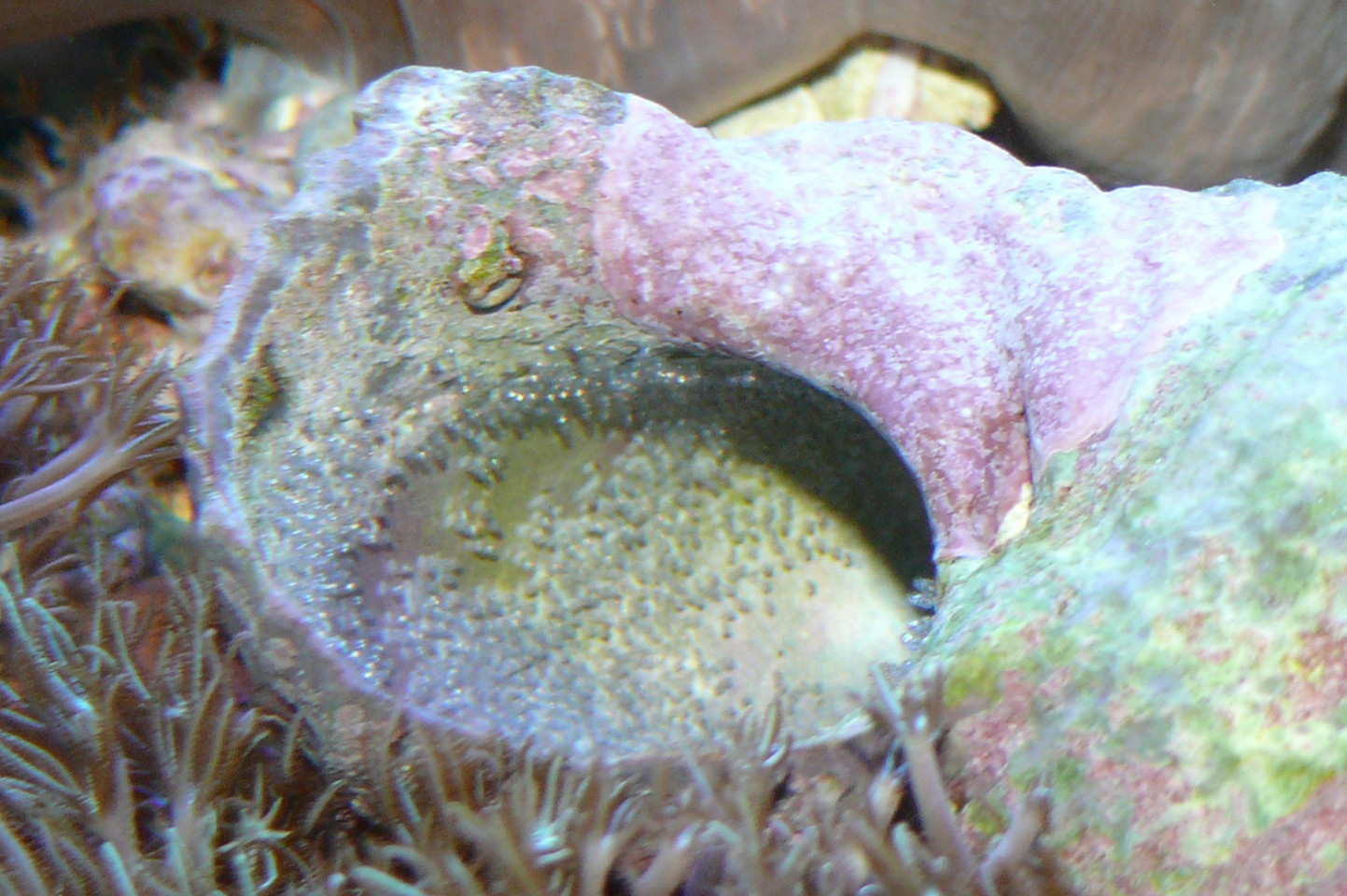
Laich in einem Schneckenhaus

Durch Beobachtungen im Aquarium ist auch das Fortpflanzungsverhalten der Tiere bekannt. Die Fische sind wie alle Riffbarsche Substratlaicher und kleben ihren Laich in einer Höhle oder versteckten Nische an die Wand. Ein Gelege hat etwa 1000 Eier. Das Männchen bewacht den Laich und schwimmt etwa alle zwei bis drei Minuten in die Höhle, um die Eier mit den Brustflossen zu befächeln. Die Eier sind in den ersten zwei Tagen transparent und fast unsichtbar und werden, da sich die Augen der kleinen Fischlarven entwickeln, am dritten Tag silbrig. In der Nacht vom vierten auf den fünften Tag nach dem Laichen, schlüpfen die Larven, verlassen das Versteck und leben zunächst pelagisch. Die Elterntiere laichen meist unmittelbar nach dem Schlupf der Larven erneut. Nach 23 bis 28 Tagen setzt die Metamorphose ein, indem die Jungfische zuerst einen blauen Rücken bekommen.

## Aquaristik
Azur-Demoisellen sind beliebte Zierfische im Meerwasseraquarium. Sie sind nicht so aggressiv wie andere Riffbarsche, werden nicht zu groß, haben leuchtende Farben und sind auch für Anfänger geeignet. Bei guter Pflege laichen sie auch im Aquarium. Inzwischen ist es auch gelungen, die Larven großzuziehen.